# Anavirga
Anavirga är ett släkte av svampar. Anavirga ingår i familjen Vibrisseaceae, ordningen disksvampar, klassen Leotiomycetes, divisionen sporsäcksvampar och riket svampar.
| Anavirga | \| \| Anavirga laxa \| \| \| \| \| \| Anavirga vermiformis \| \| \| \| |
|          | \| \| Anavirga laxa \| \| \| \| \| \| Anavirga vermiformis \| \| \| \| |
|          | Vibrissea                                                              |
|          |                                                                        |
|          | Phialocephala                                                          |
|          |                                                                        |
|          | Acephala                                                               |
|          |                                                                        |
|          | Chlorovibrissea                                                        |
|          |                                                                        |
|          | Leucovibrissea                                                         |
|          |                                                                        |
|          | Anavirga laxa                                                          |
|          |                                                                        |
|          | Anavirga vermiformis                                                   |
|          |                                                                        |

|  | Anavirga laxa        |
|  |                      |
|  | Anavirga vermiformis |
|  |                      |